# Лоха (провинция)
Лоха (на испански: Loja) е една от 24-те провинции на южноамериканската държава Еквадор. Разположена е в южната част на страната. Общата площ на провинцията е 10 995 км², а населението е 516 200 жители (по изчисления за 2019 г.). Провинцията е разделена на 16 кантона, някои от тях са:
1. Калвас
2. Лоха
3. Макара
4. Олмедо